# Toyota C+pod
La Toyota C+pod è una autovettura elettrica prodotta dalla casa automobilistica giapponese Toyota a partire dal 2021.

## Profilo e contesto

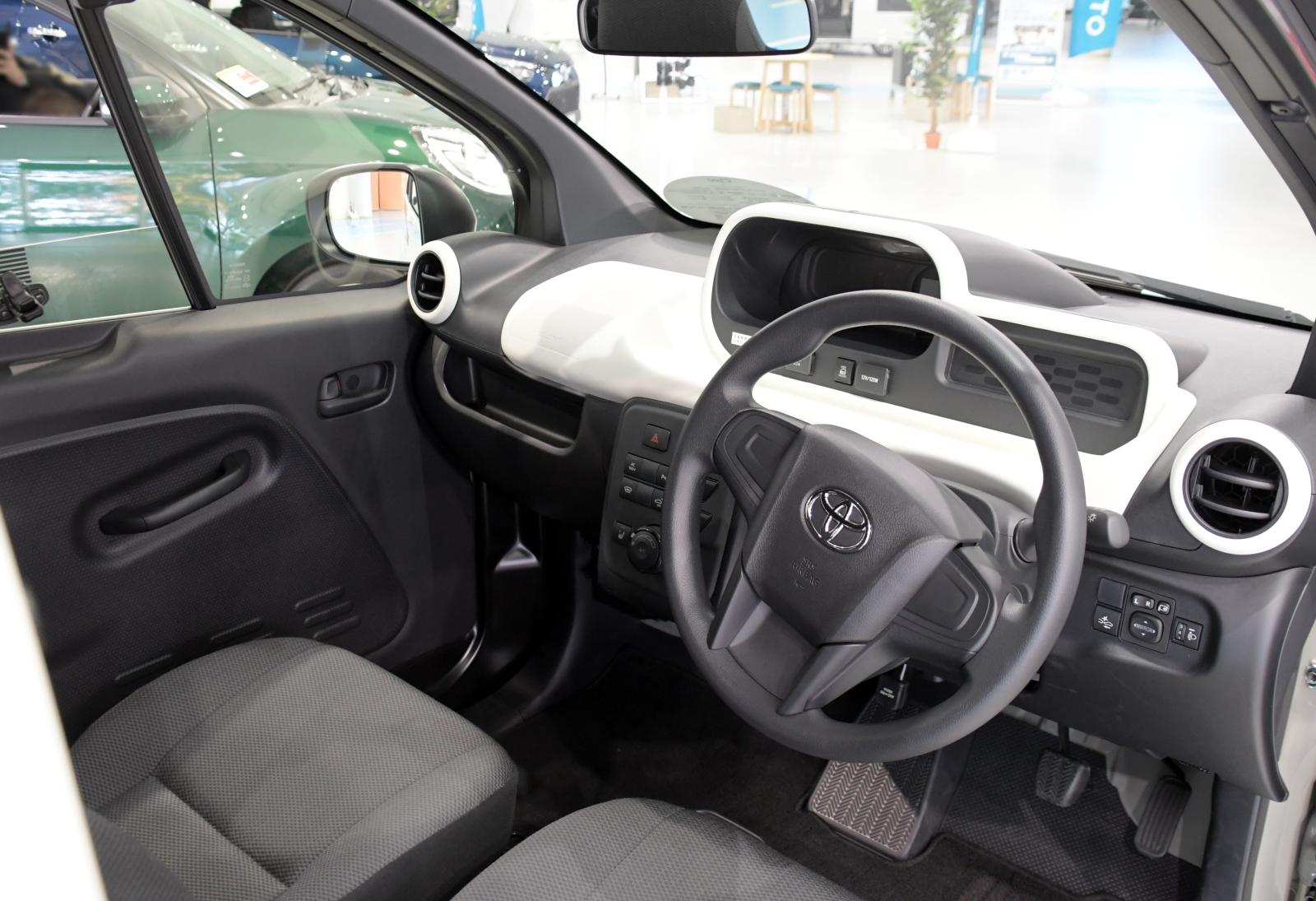
Interni

La C+pod è una vettura del tipo kei car elettrica alimentata a batteria a due posti, anticipata dalla concept car Toyota Ultra-Compact BEV presentata a ottobre 2019 e che ha debuttato in veste definitiva il 25 dicembre 2020.
Il primo lotto di vetture è stato venduto in numero limitato solo a clienti selezionati quali aziende, enti governativi locali giapponesi e altre organizzazioni attive in Giappone. La vendita ai clienti privati è iniziata a partire da dicembre 2021.
Per le sue dimensioni, la vettura si inserisce nella categoria delle kei car giapponesi.
A spingere la C+pod c'è un propulsore elettrico
da 9,2 kW (13 CV) del tipo sincrono a magneti permanenti, che viene alimentato da una batteria agli ioni di litio con una capacità di 9,06 kWh, che le permette di avere un'autonomia di circa 150 km.